# Evanidomus valentinus
Evanidomus valentinus är en svampart som beskrevs av Caball. 1941. Evanidomus valentinus ingår i släktet Evanidomus, divisionen sporsäcksvampar och riket svampar.   Inga underarter finns listade i Catalogue of Life.